# Linia kolejowa Nauendorf – Gerlebogk
Linia kolejowa Wallwitz – Wettin – nieczynna jednotorowa i niezelektryfikowana lokalna linia kolejowa w kraju związkowym Saksonia-Anhalt, w Niemczech. Łączył miejscowości Nauendorf i Gerlebogk.